# 遊廓

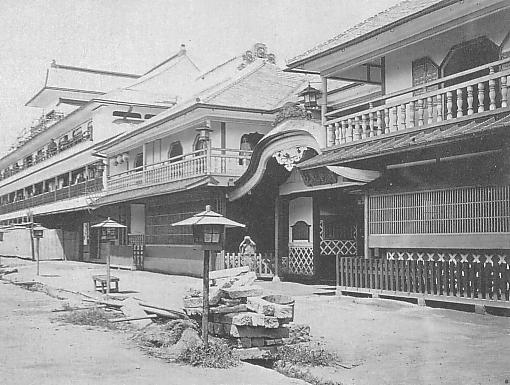
明治5年（1872年）東京的吉原遊廓

遊廓（日语：／ Yūkaku）是舊時日本江戶時代政府認可的風月區，以圍牆、水溝包圍集中成一區便於治安管理。成立於安土桃山時代。有遊里、色町、傾城町等別稱。
江戶時代，除了政府認可的遊廓以外，宿場町有政府暗中許可賣淫的飯盛旅籠，宿場町、門前町有被稱為岡場所（おかばしょ）的私娼寮。

## 歷史
遊廓的成立、受到官方管理和保護，始於近世以降。豐臣秀吉的時代，因秀吉的許可，在今天大阪的道頓堀川北岸設置了遊廓。5年後的天正17年（1589年），在京都二條柳町也設置了遊廓。大阪和京都的遊廓在17世紀前半分別移轉至新町和朱雀野（島原遊廓）。

### 各地的遊廓
慶長17年（1612年），遊廓在江戶誕生。遷移駿府（今靜岡市）二丁町遊郭的遊女屋，在日本橋人形町付近設置的遊廓被稱為吉原遊廓。吉原遊廓因明曆3年（1657年 ）的明曆大火而燒失。後來移轉至淺草日本堤付近。人形町付近的稱爲元吉原、日本堤付近新設者稱爲新吉原。
大阪夕霧太夫所在的新町、京都吉野太夫所在的島原、江戶高尾太夫所在的吉原並稱三大遊廓（或加入長崎・丸山）。江戶時代，全日本共有20數所官方認可的遊廓。
鎖國體制下的寬永16年（1639年），在唯一的國際貿易港長崎誕生了丸山遊郭。在井原西鶴的日本永代藏中，可看出當時南蠻貿易所帶來的盛況。
1678年發行的《色道大鑑》列舉當時的25所遊廓：
- 京島原、伏見夷町（撞木町）、伏見柳町、大津馬場町、駿河府中、江戶山谷（吉原）、敦賀六軒町、三國松下、奈良鴨川木辻、大和小網新屋敷、堺北高洲町、堺南津守、大坂瓢簞町（新町）、兵庫磯町、佐渡鮎川、石見溫泉、播磨室小野町、備後鞆有磯町、廣島多々海、宮島新町、下關稻荷町、博多柳町、長崎丸山町寄合町、肥前樺島、薩摩山鹿野田町（山野金山）

### 遊廓的文化
江戶時代初期，遊廓是代表性的娛樂場所，也是文化的發信地。上級的遊女（藝娼）被稱爲太夫（たゆう）或花魁（おいらん），客層為富裕的商人、武家、公家。因此，上級的遊女必需要有文藝活動、文學等的教養。
江戶中期以降受到數度取締，遊廓外的岡場所開始興盛。遊廓本身也逐漸大眾化，以一般庶民為主要的客層。

## 近代以降的遊廓
明治5年（1872年），明治政府發布藝娼妓解放令，但是遊廓幾乎沒有受到影響。不過，也有因都市化的發展，遊廓移轉至郊外的事例（例：東大付近的根津遊郭移轉至深川的洲崎（今 東京都江東區東陽一丁目））
第二次世界大戰後的昭和21年（1946年），根據駐日盟軍總司令部（GHQ）的政策，公娼制度被廢止，但是原本的貸座敷改以cafe或料亭的名義營業，遊廓成為通稱「赤線」的區域繼續存在。1956年，賣春防止法成立，1958年，伴隨著該法的施行，作為公娼地域的遊廓完全走入歷史。
現在已無官方認可的紅燈區，但是類似飛田新地（位於大阪府大阪市西成區）以自由戀愛的名義，繼續營業的區域仍然存在。另外，也有類似過去的公娼街吉原（位於東京都台東區）的區域，如同以往聚集著泡泡浴或風俗營業。

## 各地的遊廓

### 日本
- 飛田遊廓

- 吉原遊廓
- 港崎遊廓（日语：港崎遊廓）
- 中村遊廓（日语：中村遊廓）

### 臺灣
- 基隆 田寮港遊廓
- 臺北 萬華遊廓
- 臺中 初音町遊廓
- 臺南 新町遊廓
- 高雄 榮町遊廓

## 關連項目
- 日本性交易产业
- 台灣性交易產業
- 花街
- 遊女（日语：遊女）
- 花魁
- 惡女花魁
- 置屋（日语：置屋）
- 岡場所（日语：岡場所）
- 陰間茶屋（日语：陰間茶屋）
- 賣春
- 青樓
- 妓房
- 紅衣館